# 진주 허만선 고가
진주 허만선 고가 (晋州 許萬善 古家)는 대한민국 경상남도 진주시 지수면에 있는 건축물이다. 2017년 9월 28일 경상남도의 문화재자료 제638호로 지정되었다.

## 개요
허만선 고가는 허만선(1887-1953) 선생의 정면5칸 측면2칸 한옥의 가정집 형식으로 건축 연도(1919년)가 명확하며 건축물의 보존 상태가 양호함. 특히 안채가 원형의 구성을 잘 보존하여 있어 시대성을 잘 반영하면서 장식적인 구성이 매우 아름다운 주거 형태로 보존되어 교육적 역사적 자료 등으로 활용가치가 높음.
집을 처음 지었을 때 안채, 사랑채가 일직선으로 배치되고 좌우로 중사랑채, 광채가 배치되어 'ㅁ'자 형태로 이루어진 남부지방 가옥의 형태를 잘 갖추고 있었다. 한국전쟁 때 사랑채와 광채가 소실되었고, 지금은 안채와 중사랑채만 남아 있다.
난방 아궁이 구조와 방의 배치가 안주인 3대가 살 수 있도록 되어 있는데, 대청을 중심으로 양옆에 온돌방이 있고, 맨 왼쪽에 부엌이 있다. 왼쪽 방 앞에는 툇마루를 두고 오른쪽 방 앞에는 난간을 두른 누마루(다락처럼 높게 만든 마루)를 두었으며, 뒤쪽에는 벽장을 설치하였다.

## 참고 자료
- 진주시 문화재 자료 - 진주 허만선 고가
- 경상남도 고시 제2017-383호 - 《경상남도 문화재자료 지정 고시》, 경상남도지사, 2017-09-28